# Serões (revista)
Serões, Revista Mensal Ilustrada foi publicada em Lisboa entre Março de 1901 e Dezembro de 1911, prefazendo 10 anos de magnífica aceitação pelo seu público leitor. Inspirada por Adrião de Seixas, conheceu como diretores: Henrique Lopes de Mendonça, Eduardo de Noronha e António Sérgio de Sousa.  A sua oferta de leitura assentava fundamentalmente na literatura, na história e nos costumes, estando posicionada  no grande grupo da imprensa de entretenimento, generalista, direccionada para o grande público, com o qual procura comunicar através de concursos, promoções e correspondência com o leitor. É aliás visível o esforço em projetar-se de forma eclética, tentando adaptar-se a um universo de leitores cada vez mais amplo. Um dos pormenores que diferenciava a Serões era a sua relação com o mundo dos livros, que se foi enraizando ao longo da sua existência e  a tornou numa promotora de leitura, servindo de canal de divulgação e promoção da Livraria Ferreira, sua proprietária a partir de 1905.Um vasto leque de assinaturas confere a qualidade desta revista de entretenimento que contava com as crónicas de viagem de António Enes, estudos de Sousa Viterbo sobre património português, a obra de Albrechet Haup sobre «A Architectura da Renascença em Portugal»  e textos de Abel Botelho, António Ferreira de Serpa,  Antonio Júlio do Valle Sousa, Silva Teles, Consiglieri Pedroso,  T. Lino D’Assumpção, Afonso Vargas, Maximiliano de Azevedo, Raul Brandão, D. João de Castro, Antero de Figueiredo, Cândido de Figueiredo, Alfredo Keil, Marcelino Mesquita, Wenceslau de Moraes, António Correia d’Oliveira, Conde Sabugosa, Henrique de Vasconcelos, Rocha Peixoto, Luís da Câmara Reis e Albino Forjaz Sampaio. No que concerne à sua ilustração encontram-se os nomes de Bobone, Arnaldo Fonseca, Pinto Leal, Roque Gameiro, Adolfo Benarus, Casanova, Moraes (1872-1971), J. Machado, Raquel Roque Gameiro (1889-1970), António Carneiro , Manuel Bordalo Pinheiro, Manuel Jardim. Mais nomes ligados à Serões: António Baião, João de Barros, Júlio Brandão, Lutegarda de Caires, Ana de Castro Osório, Domitilia de Carvalho, Leonardo Coimbra, Manuel da Silva Gaio, João Grave, Tomás da Fonseca, Alfredo de Mesquita, Bento Moreno, Barbosa Colen, Bulhão Pato, João da Câmara (1852-1908), Eugénio de Castro, António Arroyo e Gonçalves Crespo entre outros.